# Stenancistrocerus
Stenancistrocerus är ett släkte av steklar. Stenancistrocerus ingår i familjen Eumenidae.
Kladogram enligt Catalogue of Life:
| Stenancistrocerus | \| \| Stenancistrocerus alluaudi \| \| \| \| \| \| Stenancistrocerus atropos \| \| \| \| \| \| Stenancistrocerus biblicus \| \| \| \| \| \| Stenancistrocerus excoriatus \| \| \| \| \| \| Stenancistrocerus hispanicus \| \| \| \| \| \| Stenancistrocerus liliput \| \| \| \| \| \| Stenancistrocerus obstrictus \| \| \| \| \| \| Stenancistrocerus punjabensis \| \| \| \| \| \| Stenancistrocerus transcaspicus \| \| \| \| |
|                   | \| \| Stenancistrocerus alluaudi \| \| \| \| \| \| Stenancistrocerus atropos \| \| \| \| \| \| Stenancistrocerus biblicus \| \| \| \| \| \| Stenancistrocerus excoriatus \| \| \| \| \| \| Stenancistrocerus hispanicus \| \| \| \| \| \| Stenancistrocerus liliput \| \| \| \| \| \| Stenancistrocerus obstrictus \| \| \| \| \| \| Stenancistrocerus punjabensis \| \| \| \| \| \| Stenancistrocerus transcaspicus \| \| \| \| |
|                   | Stenancistrocerus alluaudi |
|                   | |
|                   | Stenancistrocerus atropos |
|                   | |
|                   | Stenancistrocerus biblicus |
|                   | |
|                   | Stenancistrocerus excoriatus |
|                   | |
|                   | Stenancistrocerus hispanicus |
|                   | |
|                   | Stenancistrocerus liliput |
|                   | |
|                   | Stenancistrocerus obstrictus |
|                   | |
|                   | Stenancistrocerus punjabensis |
|                   | |
|                   | Stenancistrocerus transcaspicus |
|                   | |